# 준 스토리

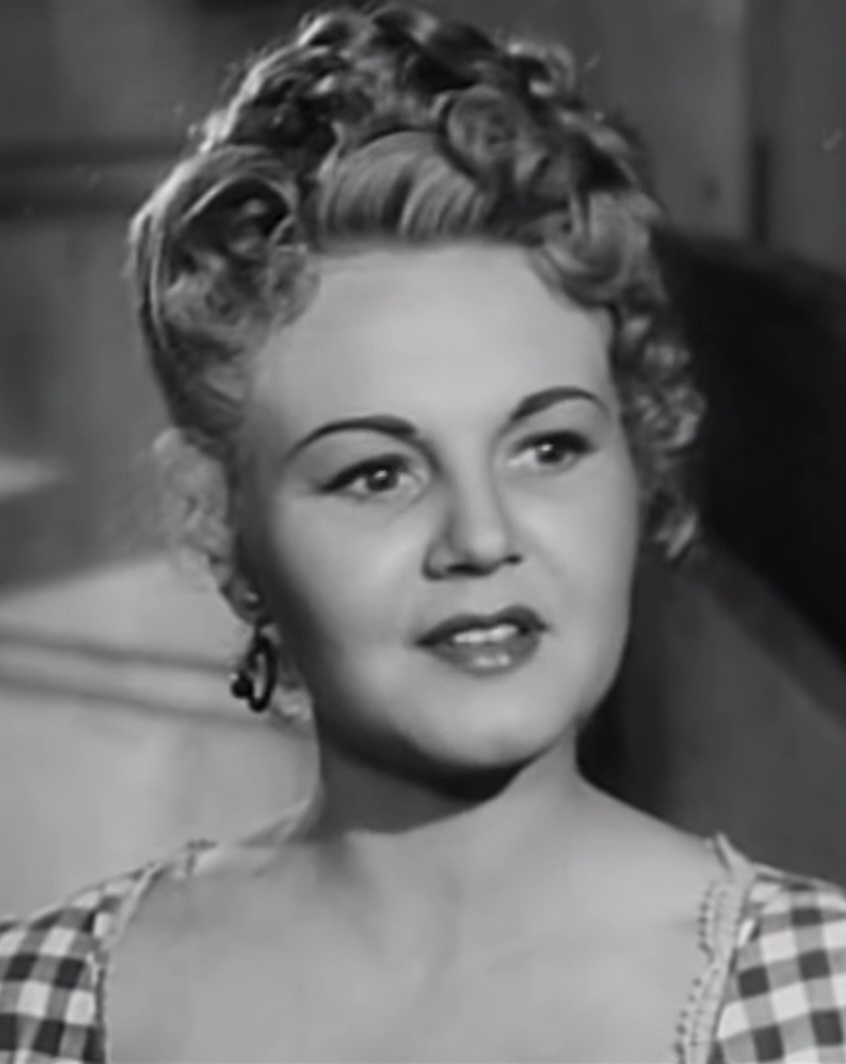

준 스토리(June Storey, 1918년 4월 20일 ~ 1991년 12월 18일)는 미국의 배우, 각본가, 영화배우이다.
토론토에서 태어났으며 비스타에서 사망하였다. 사인은 암이다.

## 영화
- 해피 랜딩 (1938년)
- 씬 아이스 (1937년)
- 시카고 (1937년)
- 스튜던트 투어 (1934년)